# Розенкройцерски орден
Розенкройцерският орден, също Розенкройцерско братство или Орден на розата и кръста, е езотерична (в миналото тайна) организация, споменавана в публикувани документи от началото на XVII век.
Съществуват няколко съвременни организации, които се обявяват за наследници на розенкройцерите, въпреки че тази връзка е спорна. Някои изследователи дори разглеждат първоначалния орден от XVII век като художествена измислица.

## Символ
Основателят Християн Розенкройц избира розата и кръста за символи. Те са включени и в собственото му име. Розата изобразява сърцето на търсещия, което се намира на пресечната точка на хоризонталната жизнена действителност и вертикалния копнеж по божественото.
Употребяват се като символи още от най-дълбока древност в историята на всички световни религии. Означават Дух и Материя, Бог и Природа.

## Разкриване
В началото на ХVІІ век членовете на Розенкройцерския орден решават да разкрият на света част от историята си. Те свързват своето начало с митичната личност на Християн Розенкройц, който на младини предприема пътуване до Сирия, Египет и Мароко, за да получи посвещения в разни мистерии. След това се завръща в Европа, за да разпространи Учението из целия европейски континент, но не среща приемане и се завръща у дома в Германия, където създава Розенкройцерският орден.
120 години след смъртта на Християн Розенкройц гробницата му е открита от розенкройцерски брат, което е като знак, Тайното братство да се разкрие и да прикани учените и владетелите от Европа към реформация и фундаментална промяна. Братството държи ключа към тайното познание, което може да преобрази обществото и да доведе до Нова ера, в която „светът ще се пробуди от дълбокия си сън и с отворено сърце, свободен ум и боси крака, да посрещне с радост утрото на Новия Ден“.
Тези идеи и знания са публикувани в 2 манифеста( две книги), известни под името Fama Fraternitatis(Зовът на Розенкройцерското Братство) и Confessio Fraternitatis(Веруюто на Розенкройцерското Братство).

## Възкресяване
Възобновяването на Братството на Розата и Кръста става през 17 век чрез Тюбингенския кръг-Южна Германия с водач Йохан Валентин Андре, който е автор на книгата „Алхимичната Сватба на Християн Розенкройц“ .

## В съвремието
В нашето съвремие Розенкройцерското Братството се развива в Европа ,Америка-чрез Макс Хайндл, и Африка.
В Европа, в Нидерландия през 1924 г. ,Ян ван Райкенборг и Катароза де Петри стават основателите на Школата на Розенкройцерското Братство, която по-късно приема името Международна школа на златния Розенкройц- Лекториум Розикруцианум. която днес е разпространена в почти целия свят.

## В литературата
Има определено влияние на Розенкройцерството върху литературата. Най-известният розенкройцерски езотеричен роман е „Занони“ (Zanoni) от 1842 г. с автор лорд Едуард Булвер-Литън (1803 – 1873). Такова влияние има също в творчеството на Пърси Шели (1792 – 1822), Йохан Волфганг Гьоте (1749 – 1832), Алистър Кроули (1875 – 1947), Хорхе Борхес (1899 – 1986) и др.
Известни са 3 малки книги, публикувани между 1614 и 1616 г. В тях е залегнала идеята за генерални реформи на света и човечеството със средствата на хармонично смесване на главните 2 движения на времето – Реформацията и напредъка на научната мисъл.
Легендите свързват Розенкройцерското Братство с Учението Фараона Ехнатон в Египет, както и със свещената земя на Шамбала в пустинята Гоби.